# British Overseas Airways Corporation

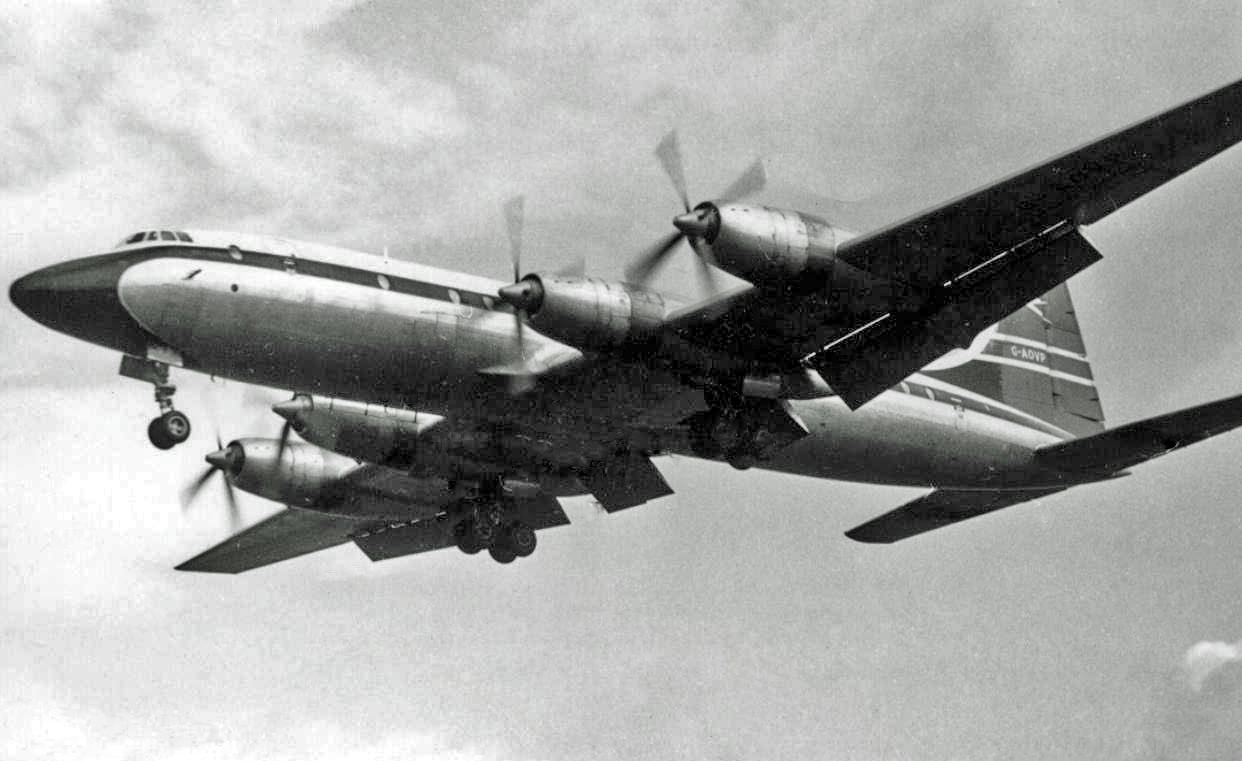
Bristol Britannia 312 od BOAC přistává na letišti v Manchesteru, rok 1959

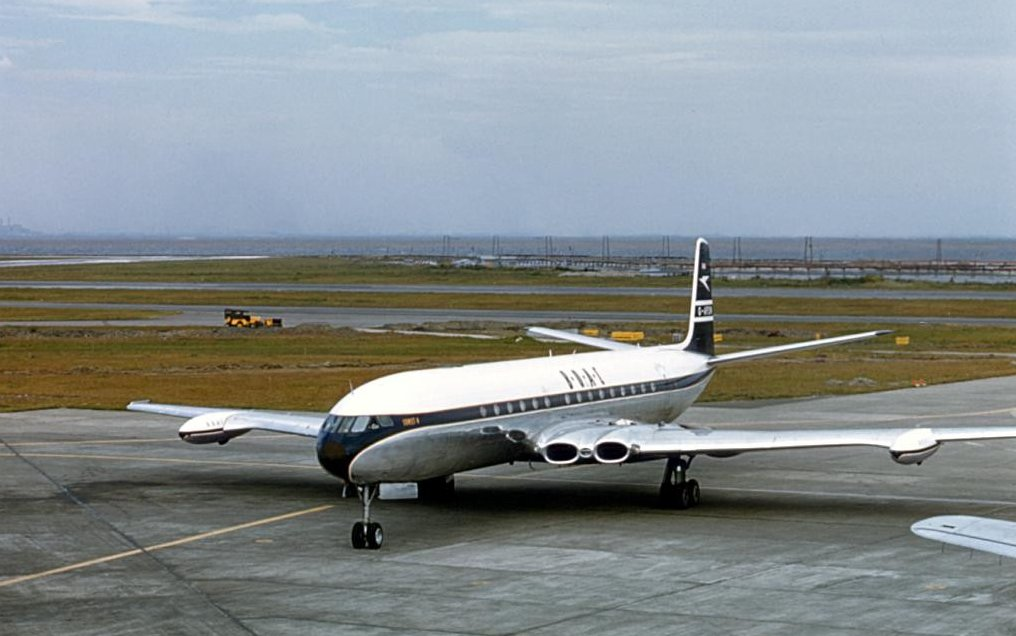
De Havilland DH.106 Comet 4

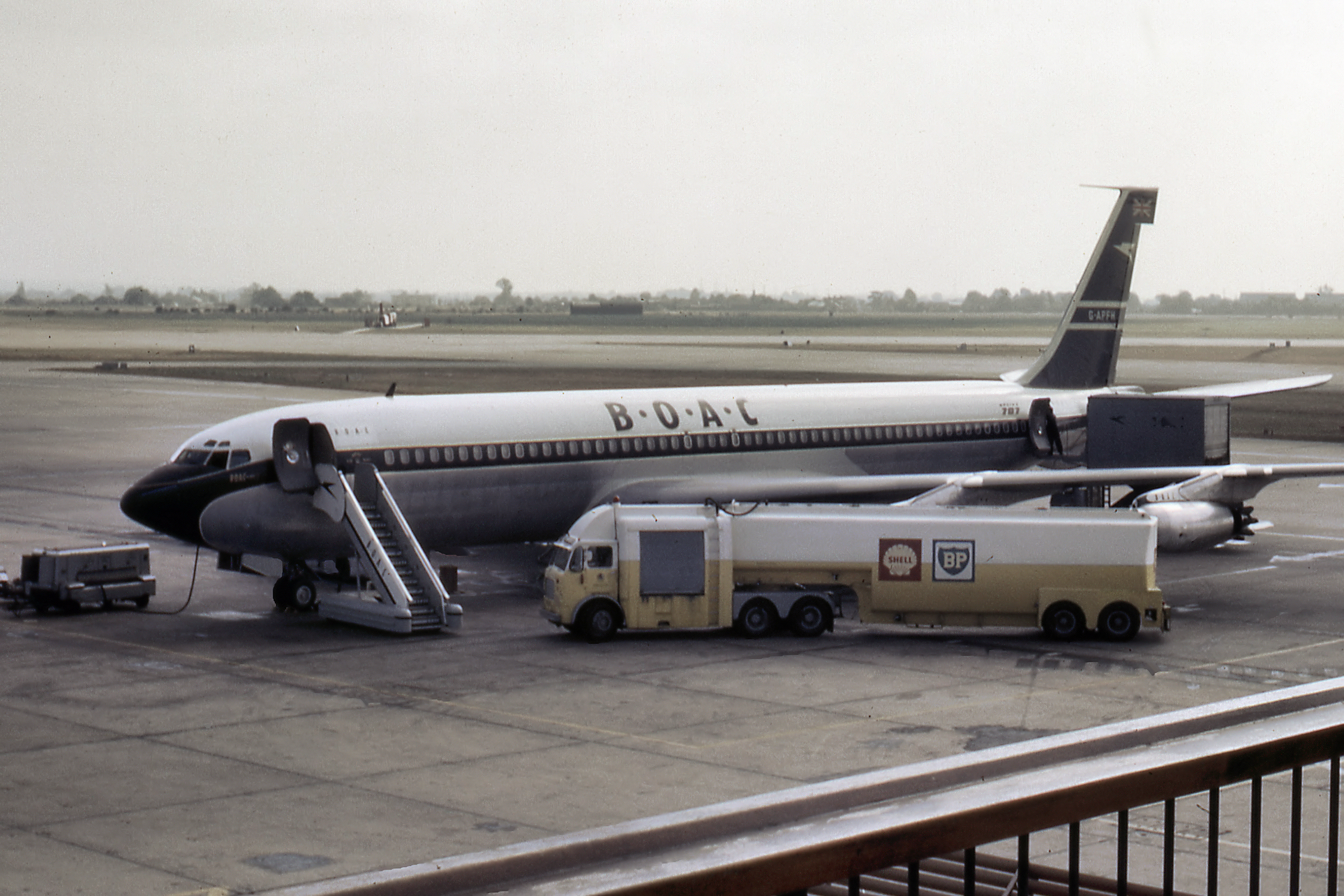
Boeing 707-436 na London Heathrow v roce 1964

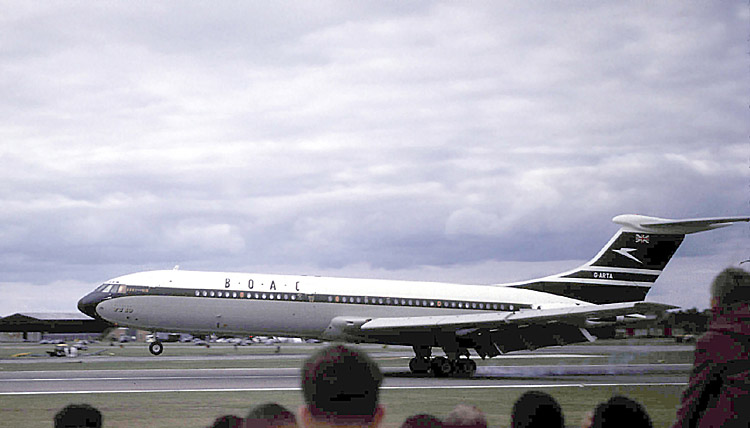
Vickers VC10

British Overseas Airways Corporation (BOAC) byla britská státní letecká společnost. Byla založena 24. listopadu 1939 a pod názvem BOAC fungovala až do roku 1974, kdy začala spolupracovat se společností British European Airways (BEA) pod názvem British Airways. Svou hlavní základnu měla na londýnském letišti Heathrow.

## Letadla používaná společností BOAC
- Airspeed Consul (1949)
- Airspeed Oxford (1948)
- Armstrong Whitworth A.W.38 Whitley 5 (1942)
- Armstrong Whitworth Ensign (1939)
- Avro 683 Lancaster (1944)
- Avro 691 Lancastrian (1945)
- Avro 688 Tudor 1 (1946)
- Avro 685 York (1944)
- Bristol Britannia (1955)
- Boeing 314A (1941)
- Boeing 377 Stratocruiser (1949)
- Boeing 707 (1960)
- Boeing 747 (1969)
- Canadair C-4 Argonaut (1949)
- Consolidated Model 28 Catalina (1940)
- Consolidated Model 32 Liberator (1941)
- Curtis Wright CW-20 (1941)
- De Havilland DH.91 Albatross (1940)
- De Havilland DH.95 Flamingo (1940)
- De Havilland DH.98 Mosquito (1943)
- De Havilland DH.104 Dove (1946)
- De Havilland DH.106 Comet (1951)
- Douglas DC-3 (1940)
- Douglas DC-7C (1956)
- Focke-Wulf Fw 200B Condor (1940)
- Handley Page Halifax (1946)
- Handley Page Halton (1946)
- Handley Page Hermes (1949)
- Lockheed Constellation (1946)
- Lockheed Hudson (1941)
- Lockheed Lodestar (1941)
- Short S.23 Empire (1936)
- Short S.25 Sunderland (1942)
- Short S.26 (1939)
- Short S.30 Empire (1938)
- Short Sandringham (1947)
- Short Solent (1946)
- Vickers VC10 (1964)
- Vickers Warwick (1942)